# Sanseverino Péter Antal bisignanói herceg
Sanseverino Péter Antal (Nápolyi Királyság, 1500 körül – Párizs, 1559. április 8.), olaszul: Pietro Antonio Sanseverino 4° Principe di Bisignano, franciául: Pierre Antoine Sanseverino, prince de Bisignano, latinul: Petrus Antonius de Sancto Severino princeps Bisinianensis, a Nápolyi Királyságban fekvő Bisignano hercege. Anyja révén V. (Nagylelkű) Alfonz aragón, valenciai, szardíniai, mallorcai, szicíliai és nápolyi király ükunokája. A Sanseverino-ház tagja.

## Élete
Apja Sanseverino Bernát, Bisignano hercege (?–1538), édesanyja Todeschini-Piccolomini Eleonóra (Dianora), Amalfi hercegnője.
1539-ben harmadik házasságaként feleségül vette Kasztrióta Irén albán hercegnőt, akinek az anyja, Adriana Acquaviva d’Aragona (?–1568), Belisario (1464–1528), conversanói grófnak, Nardò hercegének és Aragóniai Beatrix magyar királyné másodfokú unokatestvérének, valamint Sanseverino Sveva bisiganói hercegnőnek a lányaként Sanseverino Bernát (1470–1516) bisignanói hercegnek, Péter Antal apjának volt az unokahúga, így Péter Antalnak az elsőfokú unokatestvére volt, hiszen Irén anyjának az anyai nagyapja és Irén férjének az apai nagyapja Girolamo (Jeromos) (1448 körül–1487), Bisignano hercege volt.
Péter Antal harmadik apósa I. (Kasztrióta) Ferdinánd (?–1561) velencei patrícius, San Pietro in Galatina hercege a Nápolyi Királyságban, Kasztrióta György albán fejedelem (Szkander bég) unokája.
Bár Irén volt férjének a harmadik felesége, csak tőle született fiú örököse, hiszen eddig csupán két lánya volt a korábbi házasságából és egy természetes lánya, Izabella, aki később Irén egyik féltestvéréhez, Kasztrióta Achileshez, apjának egyik házasságon kívül született fiához ment feleségül.
Irén két gyermeket szült. Világra hozta férjének a várva-várt fiú örököst, Miklós Bernátot és a lányuk, Viktória révén Szkander bég utódai közül kerültek ki leányágon többek között Wittelsbach Erzsébet magyar királyné és a belga királyi ház ma élő tagjai is.
Irén hat évvel élte túl férjét.

## Gyermekei
- Első feleségétől, Giovanna Requesens triventói grófnőtől, nem születtek gyermekei
- Második feleségétől, Orsini Júlia braccianói úrnőtől, 2 leány
  - Eleonóra (Dianora), költőnő, férje Ferdinando d’Alarcon de Mendoza, Valle Siciliana őrgrófja, 1 fiú
  - Felícia (1535/8–?), férje Antonio Orsini (?–1553), Gravina hercege, 7 gyermek
- Harmadik feleségétől, Kasztrióta Irén (1528–1565) albán hercegnőtől, San Pietro in Galatina hercegnőjétől, 2 gyermek: 
  - Miklós Bernát (1541–1606), Bisignano hercege, felesége Della Rovere Izabella (1554–1619) urbinói hercegnő, 1 fiú+2 természetes leány, összesen 3 gyermek:
    - (házasságából): Sanseverino Ferenc Teodor (1579–1595), Chiaromonte grófja, nem nősült meg, gyermekei nem születtek
    - (házasságon kívüli kapcsolatából): Sanseverino Irén (?–1597), férje Bernardino Milizia, Santa Sofia bárója, gyermekei nem születtek
    - (házasságon kívüli kapcsolatából): Sanseverino Júlia, férje N. N., 1 fiú

  - Viktória, férje II. (Capuai) Ferdinánd (?–1614), Termoli hercege a Nápolyi Királyságban, 1 fiú:
    - Capuai Péter Antal (?–1614 után), Termoli hercege, felesége Frangepán Bernardina della Tolfa (?–1594), 5 gyermek, többek között:
      - Capuai Viktória (1587–1648), férje Pignatelli Ferenc (1580–1645), Bisaccia hercege, 2 fiú, többek között:
        - Pignatelli Ferenc (?–1681), Bisaccia hercege, felesége Chiara del Guidice, 2 gyermek, többek között:
          - Pignatelli Miklós (1658–1719), Bisaccia hercege, felesége Maria Clara Angelica van Egmont (1661–1714), 2 gyermek, többek között:
            - Pignatelli Mária Franciska (1696–1766), Bisaccia hercegnője, férje Ligne-i Lipót Fülöp (1690–1754), Arenberg hercege, 6 gyermek, többek között:
              - Ligne-i Károly (1721–1778), Arenberg hercege, felesége Marcki Lujza Margit (1730–1820), Schleiden grófnője, 8 gyermek, többek között: 
                - Ligne-i Lajos (1757–1795) arenbergi herceg, 1. felesége Anne de Mailly-Nesle (1766–1789), Ivry-sur-Seine úrnője, 1 leány, 2. felesége Jelizaveta Boriszovna Sahovszkaja (1773–1796) hercegnő, 1 leány, összesen 2 leány, többek között:
                  - (1. házasságából): Ligne-i Amália (1789–1823) arenbergi hercegnő, férje Wittelsbach Piusz Ágost (1786–1837), herceg Bajorországban, 1 fiú:
                    - Wittelsbach Miksa József (1808–1888), herceg Bajorországban, felesége Mária Ludovika Vilma (1808–1892) bajor királyi hercegnő, 9 gyermek, többek között:
                      - Wittelsbach Erzsébet magyar királyné (1837–1898)
                      - Wittelsbach Károly Tivadar (1839–1909) herceg Bajorországban, 1. felesége Wettin Zsófia (1845–1867) szász királyi hercegnő, 1 leány, 2. felesége Mária Jozefa (1857–1943) portugál királyi hercegnő, 5 gyermek, összesen 6 gyermek, többek között:
                        - (2. házasságából): Wittelsbach Erzsébet (1876–1965), férje I. Albert (1875–1934) belga király, 3 gyermek, többek között:
                          - III. Lipót belga király (1901–1983)

                      - Wittelsbach Mária Zsófia (1841–1925) nápoly–szicíliai királyné, férje II. Ferenc nápoly–szicíliai király (1836–1894), 1 leány+2 természetes gyermek, összesen 3 gyermek
- Házasságon kívüli kapcsolatából, 1 leány:
  - Izabella, férje Kasztrióta Achilles (?–1591), Cassano helytartója, Kasztrióta Irén féltestvére, 2 fiú